# Neomaso aequabilis
Neomaso aequabilis là một loài nhện trong họ Linyphiidae.
Loài này thuộc chi Neomaso. Neomaso aequabilis được Alfred Frank Millidge miêu tả năm 1991.